# Hasta la vista (Ghali)
Hasta la vista è un singolo del rapper italiano Ghali, pubblicato il 21 giugno 2019.

## Descrizione
Reso disponibile in contemporanea a Turbococco, il brano è frutto di una collaborazione con il produttore Avedon e si caratterizza per sonorità più dark rispetto a quanto operato in passato.
Il 22 maggio 2020 Ghali ha reso disponibile per l'ascolto una versione remixata del brano realizzato con la partecipazione vocale di Anna, pubblicandola per il download digitale una settimana più tardi.

## Tracce
Download digitale
1. Hasta la vista – 2:28

Download digitale – remix
1. Hasta la vista (feat. Anna) (Remix) – 2:25

## Classifiche
| Classifica (2019) | Posizione massima |
| ----------------- | ----------------- |
| Italia            | 44                |